# 1997년 토론토 국제 영화제
제22회 토론토 국제 영화제는 1997년 9월 4일에 열린 시상식이다. 1997년 9월 4일부터 9월 13일까지 열렸다. 이 축제는 TIFF에 마스터스(Masters) 프로그램을 도입한 것으로 유명하다.

## 수상 및 후보

### 관객상
- 공중정원 - Thom Fitzgerald 수상

### FIPRESCI-상
- 아이리스의 갈망 - 캐린 애들러 수상